# Hombre de Porsmose

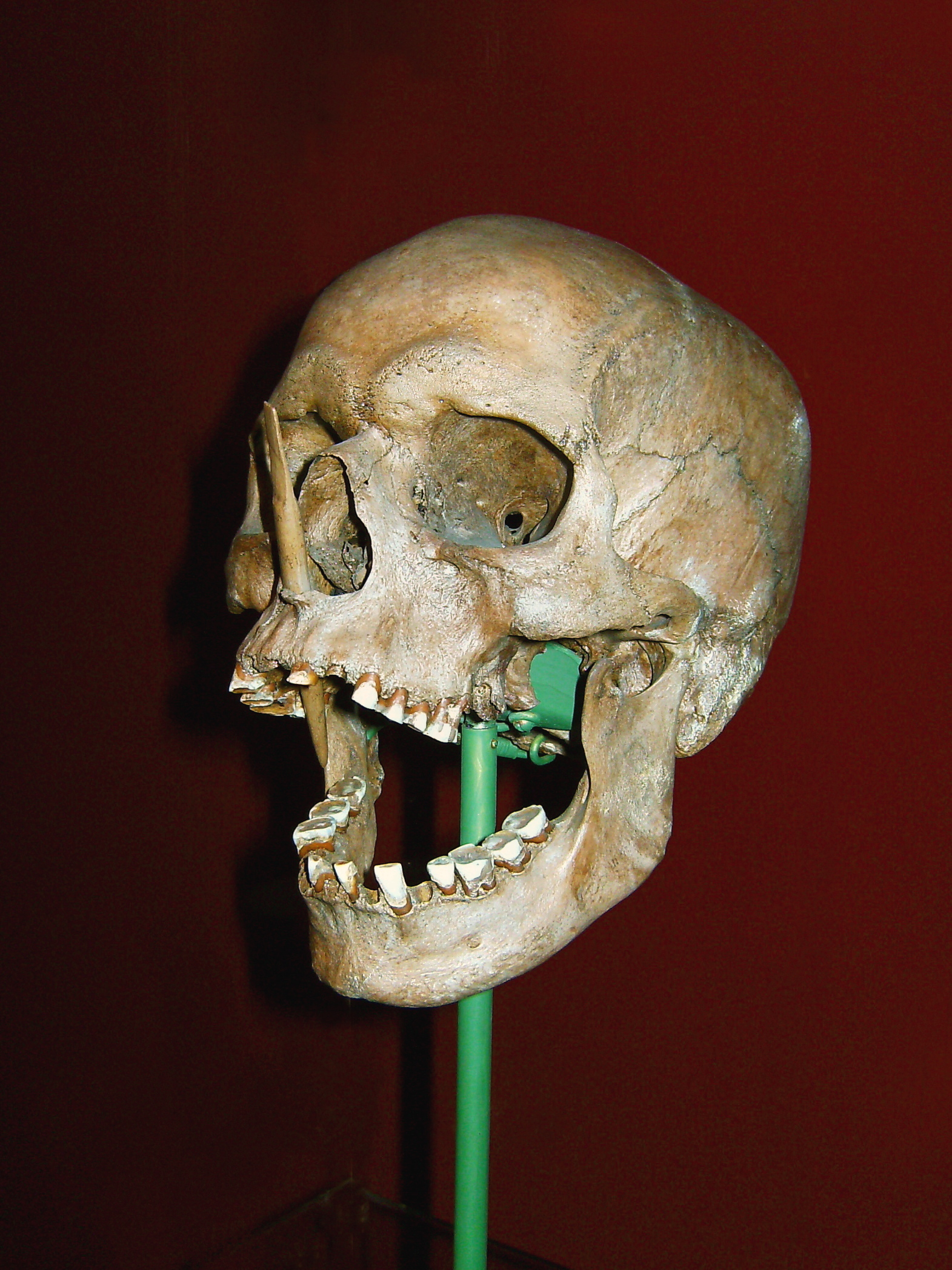
El cráneo del hombre de Porsmose, con la punta de flecha in situ.

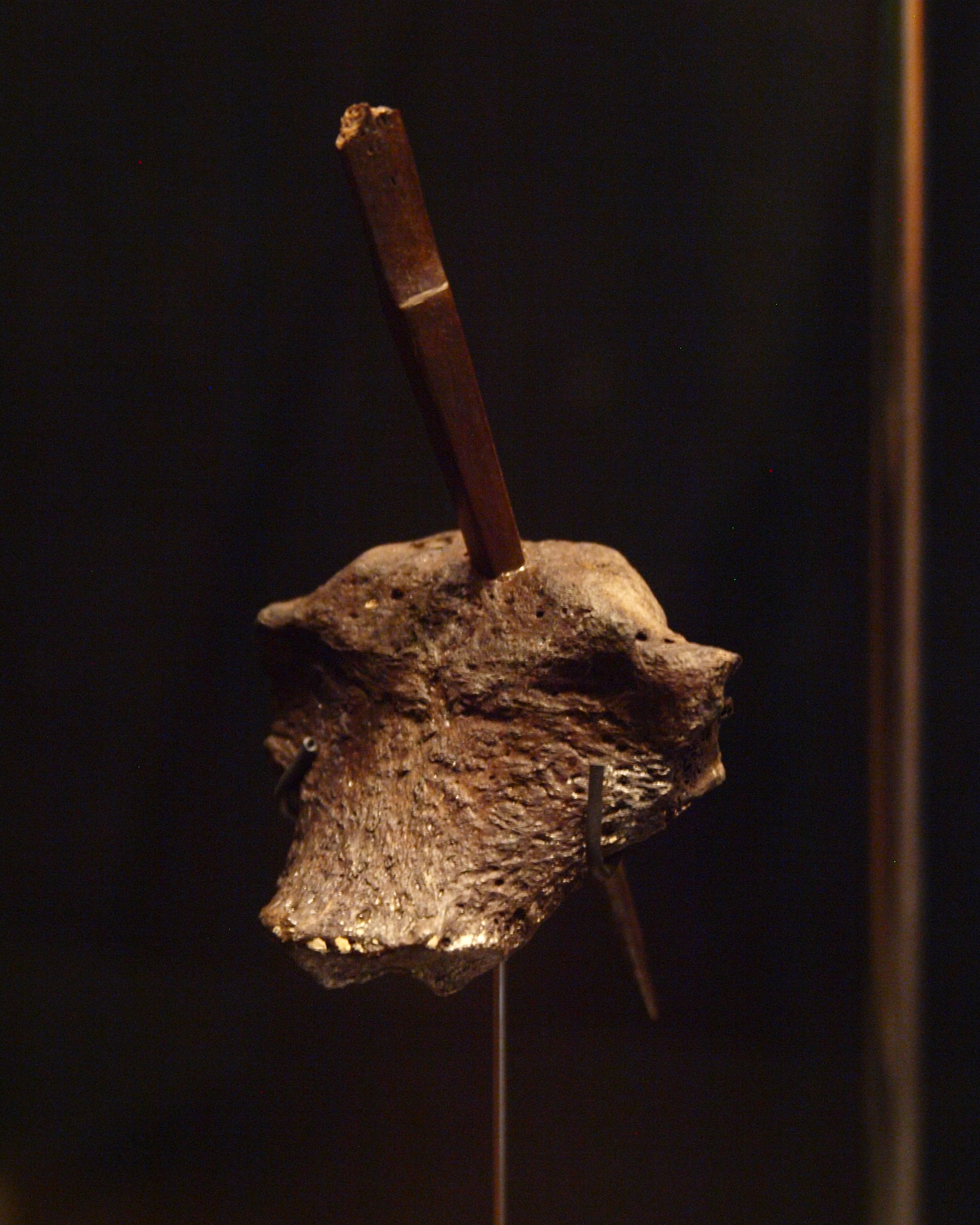
El esternón del hombre, con la punta de flecha clavada en su parte superior.

El hombre de Porsmose es un cuerpo del pantano de aprox. 3500-3400 a. C., durante el Neolítico noreuropeo, que se encontró en 1946 en Næstved en la isla danesa de Selandia. El hombre murió por varios impactos de flecha. Los restos del Hombre de Porsmose se conservan en el Museo Nacional de Dinamarca.

## Hallazgo
Se hallaron el cráneo y varios huesos del esqueleto de un varón de unos 35 a 40 años, con los dientes muy desgastados.
El hombre fue muerto por varios disparos de flecha, como lo muestran dos puntas de flecha conservadas todavía clavadas en los huesos. Ambas puntas de flecha están hechas de hueso, tienen una sección transversal rectangular con lengüetas de eje muy desplazadas para su inserción en los ejes de la flecha. Una punta de flecha de 10,5 cm de largo golpeó al hombre en la cara. Viniendo abruptamente desde arriba, la flecha penetró por la fosa nasal derecha en el área del paladar y penetró en el hueso palatino derecho. La punta se atascó allí sobresaliendo 45 mm dentro de la cavidad bucal. Esta herida en sí misma era aparatosa pero no fatal y si durante la curación no se infectara, el hombre podría haber sobrevivido durante mucho tiempo. El otro flechazo sí fue mortal. Perforó la parte superior del esternón del hombre y muy probablemente seccionó la aorta. La punta de la flecha, de 12,7 cm de largo, se incrustó en la parte superior del esternón. Se cree que ambas flechas se dispararon a quemarropa, desde corta distancia y una posición alta, en una emboscada o una ejecución. El cadáver del hombre luego debió ser arrojado al lago, ya que sus restos atrapados en la turba presentan el patrón típico, separados y esparcidos en un área amplia, de los cuerpos no recuperados, que quedan flotando en el agua hasta que la descomposición está tan avanzada que comienza a desarticularse, y los trozos se van soltando y cayendo al fondo.

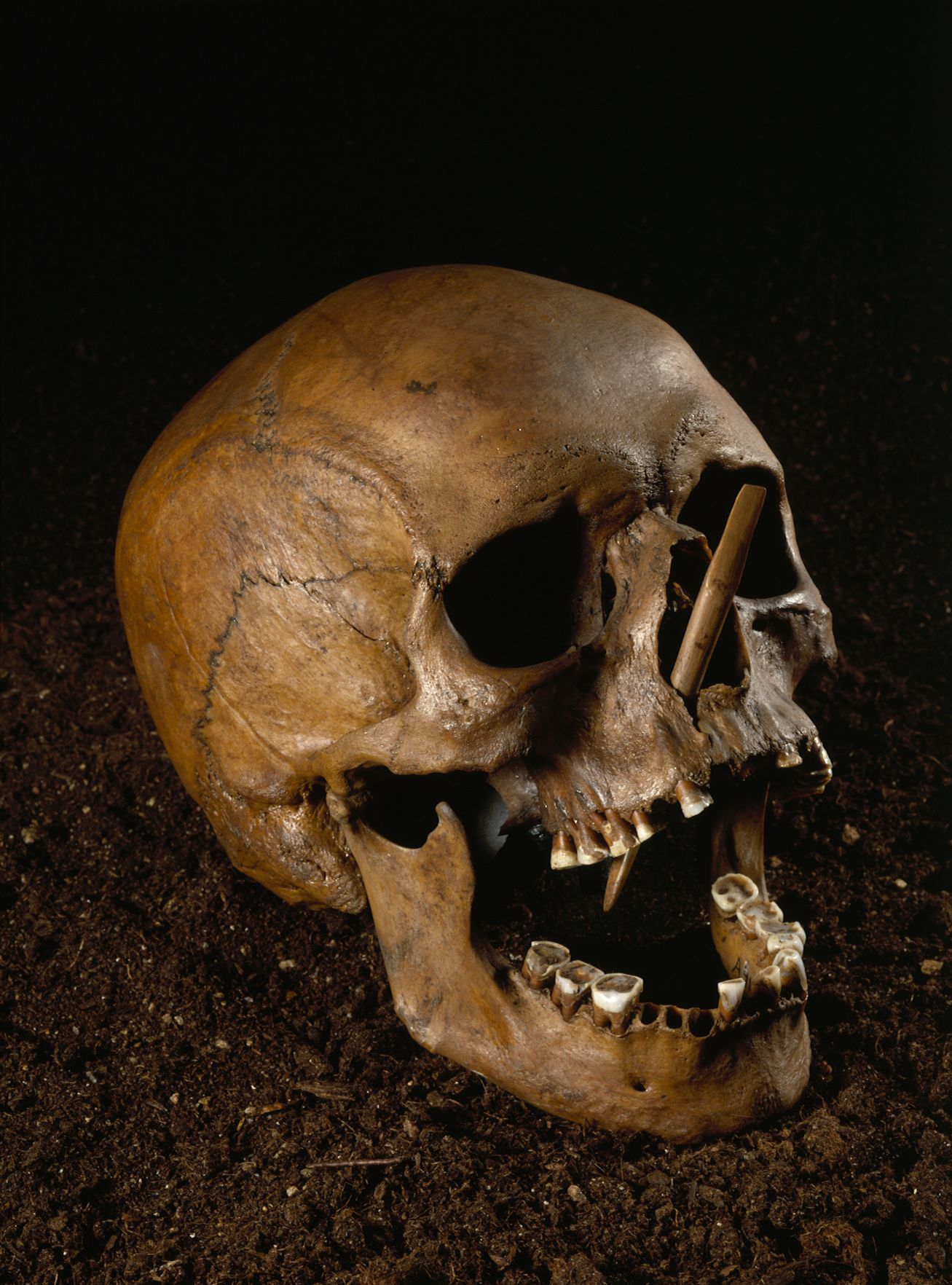
Vista del cráneo.

La datación por radiocarbono de los huesos los fechó en el 3500-3400 a. C. en tiempos de la cultura de los vasos de embudo del Neolítico Medio. El tipo de punta ósea, sin embargo, corresponde a la descripción en el Museo Nacional Danés de la cultura de las tumbas individuales del Neolítico final. 
Los sacrificios humanos en pantanos se dieron en Europa desde principios del Neolítico (4000 a. C.). hasta el final de la Edad del Hierro (500 d. C.) pero el Hombre de Porsmose también es ejemplo del aumento de la violencia y conflictos entre comunidades en el Neolítico, cuando las mejoras agrícolas y sedentarismo provocaron un aumento de población y existencia de excedentes, surgiendo una incipiente jerarquización y desigualdad social y enfrentamientos por las tierras más fértiles, los pastos más abundantes o las rutas comerciales más transitadas. Otros conocidos ejemplos son la alemana Masacre de Talheim (aprox. 5100 a. C.), la familia asesinada de Kosice en la actual Polonia (aprox. 2800 a. C.) o el hombre de los Alpes nombrado Ötzi (aprox. 3255 a. C.)